# پلیکادین
پلیکادین (به انگلیسی: Plicadin) با فرمول شیمیایی C۲۰H۱۴O۵ یک ترکیب شیمیایی است. 